# Miguel Fraga
Miguel Ángel Fraga Licona (ur. 3 września 1987 w Morelii) – meksykański piłkarz występujący na pozycji bramkarza.

## Kariera klubowa
Fraga pochodzi z miasta Morelia i jest wychowankiem tamtejszego klubu Monarcas Morelia. Do seniorskiej drużyny został włączony w wieku siedemnastu lat przez szkoleniowca Ricardo Ferrettiego jako czwarty bramkarz. Kilka miesięcy później awansował jednak w hierarchii na rezerwowego golkipera i w meksykańskiej Primera División zadebiutował 14 sierpnia 2005 w wygranym 3:1 spotkaniu z Pachucą. Przez kolejne pięć lat był jednak w najlepszym wypadku drugim bramkarzem dla Moisésa Muñoza, regularnie występując natomiast w drugoligowej filii Morelii – ekipie Mérida FC. W lipcu 2010 został wypożyczony na rok do drugoligowego Club Tijuana, gdzie zanotował dwa występy, nie potrafiąc wygrać rywalizacji z Adriánem Zermeño. W jesiennym sezonie Apertura 2010 triumfował jednak z Tijuaną w rozgrywkach Liga de Ascenso, a pół roku później, w wiosennym sezonie Clausura 2011, dotarł do ich finału. Na koniec rocznych rozgrywek 2010/2011 wywalczył natomiast ze swoim klubem historyczny awans do najwyższej klasy rozgrywkowej.
Latem 2011 Fraga udał się na wypożyczenie do drugoligowych rezerw Morelii – Neza FC z siedzibą w Nezahualcóyotl. Przez pierwszy rok był jedynie rezerwowym dla Jesúsa Urbiny, lecz następnie wywalczył sobie niepodważalne miejsce między słupkami i w sezonie Clausura 2013 triumfował z Nezą w rozgrywkach drugiej ligi. Nie zaowocowało to jednak promocją do pierwszej ligi, zaś bezpośrednio po przegranych barażach o awans klub został rozwiązany, sprzedając swoją licencję zespołowi Delfines del Carmen z miasta Ciudad del Carmen. W konsekwencji zawodnik przeniósł się do Delfines, gdzie jako podstawowy bramkarz grał przez sześć miesięcy, po czym powrócił do pierwszej ligi, na zasadzie wypożyczenia zasilając Querétaro FC. Jego barwy również reprezentował przez pół roku, lecz był tylko alternatywą dla Edgara Hernándeza.
W lipcu 2014 Fraga przeniósł się do zespołu Club Atlas z siedzibą w Guadalajarze, w ramach współpracy pomiędzy obydwoma klubami (Morelia i Atlas posiadały wspólnego właściciela – Grupo Salinas). Przez pierwszy rok pełnił tam rolę rezerwowego dla Federico Vilara, po jego odejściu na pół roku wywalczył sobie pozycję w pierwszym składzie, by następnie zostać ponownie relegowanym na ławkę na rzecz Óscara Ustariego.
| Sezon     | Klub                | Kraj   | Rozgrywki  | Mecze | Bramki |
| --------- | ------------------- | ------ | ---------- | ----- | ------ |
| 2005/2006 | Monarcas Morelia    | Meksyk | Liga MX    | 3     | 0      |
| 2006/2007 | Monarcas Morelia    | Meksyk | Liga MX    | 5     | 0      |
| 2007/2008 | Monarcas Morelia    | Meksyk | Liga MX    | 4     | 0      |
| 2007/2008 | Mérida FC           | Meksyk | Ascenso MX | 3     | 0      |
| 2008/2009 | Mérida FC           | Meksyk | Ascenso MX | 14    | 0      |
| 2009/2010 | Mérida FC           | Meksyk | Ascenso MX | 19    | 0      |
| 2010/2011 | Club Tijuana        | Meksyk | Ascenso MX | 2     | 0      |
| 2011/2012 | Neza FC             | Meksyk | Ascenso MX | 1     | 0      |
| 2012/2013 | Neza FC             | Meksyk | Ascenso MX | 38    | 0      |
| 2013/2014 | Delfines del Carmen | Meksyk | Ascenso MX | 18    | 0      |
| 2013/2014 | Querétaro FC        | Meksyk | Liga MX    | 2     | 0      |
| 2014/2015 | Club Atlas          | Meksyk | Liga MX    | 1     | 0      |
| 2015/2016 | Club Atlas          | Meksyk | Liga MX    | 18    | 0      |
| 2016/2017 | Club Atlas          | Meksyk | Liga MX    |       |        |

## Kariera reprezentacyjna
W 2006 roku Fraga został powołany przez szkoleniowca Pablo Lunę do olimpijskiej reprezentacji Meksyku U-23 na prestiżowy towarzyski Turniej w Tulonie. Na francuskich boiskach rozegrał dwa z trzech możliwych spotkań (przepuszczając w nich dwa gole), zaś jego kadra z bilansem dwóch remisów i porażki zajęła trzecie miejsce w grupie, nie kwalifikując się do fazy pucharowej.